# The Loved Ones – Pretty in Blood
The Loved Ones – Pretty in Blood ist ein australischer Horrorfilm aus dem Jahr 2009.

## Handlung
Zu Beginn des Films fährt Brent Mitchell zusammen mit seinem Vater eine Straße entlang. Plötzlich steht ein schwer verletzter Junge mitten auf der Straße. Brent kann gerade noch ausweichen, fährt folglich jedoch mit voller Wucht gegen einen Baum. Der Aufprall endet für Brents Vater tödlich.
Sechs Monate später wird der emotional mitgenommene Brent von Lola zum Abschlussball eingeladen. Brent lehnt jedoch ab, da er bereits eine Freundin hat. Am selben Nachmittag geht er mit seinem Hund raus. Während einer Pause auf einem Felsengipfel wird er von Lolas Vater betäubt und entführt.
Brent findet sich angebunden in Lolas Haus wieder. Dort veranstaltet Lola mit ihrem Vater und ihrer lobotomierten Mutter „Strahle-Auge“ ihren eigenen Abschlussball. Brent kann sich zunächst kurz befreien wird aber von Lola und ihrem Vater schnell wieder eingefangen.
Um einen weiteren Ausbruch zu verhindern, werden Brents Füße mit einem Messer an den Boden genagelt. Die Imitation des Abschlussballs wird fortgesetzt, während parallel der wirkliche Abschlussball stattfindet, den Brents Freund mit dem Gothic-Girl Mia besucht. Lola zeigt Brent ein Foto-Album mit all den jungen Männern, welche sie und ihr Vater schon entführt haben. Darunter befindet sich der verletzte Junge, der am Beginn des Films den Verkehrsunfall verursacht hat. Außerdem wird später klar, dass dieser Junge der Bruder von Mia ist, was ebenfalls ihre emotionalen Probleme erklärt.
Lola ritzt ein großes Herz in die Brust von Brent. Lola wird von ihrem Vater zur Ballkönigin gekürt und die Geisel Brent zum Ballkönig. Nach dem Tanz dieses erzwungenen Paares tanzt Lola auch mit ihrem Vater.
Lola und ihr Vater zeigen Brent, dass die vorherigen Opfer noch im Keller ihres Hauses eingesperrt sind, sich jedoch in einer völlig geistigen Umnachtung befinden. Dieses Schicksal soll auch Brent mittels eines Bohrers ereilen. Nachdem das Loch in Brents Kopf gebohrt wurde, aber kurz bevor das heiße Wasser hineingeschüttet werden kann, befreit sich Brent, schlägt Lola bewusstlos und stößt Lolas Vater in den Keller, wo die ehemals Entführten diesen auffressen.
Lola erwacht jedoch schnell wieder und wirft Brent in den Keller zu den früher Entführten. Lola tötet ihre Mutter „Strahle-Auge“, während der Sheriff des Ortes bei Lolas Haus eintrifft. Der Sheriff findet Brent im Keller, aber Lola schleicht sich von hinten an und tötet den Sheriff. Sie macht sich als Nächstes auf, um Brents Mutter und Brents Freundin zu töten.
Brent kann die lobotomierten Angreifer mit einem Hammer außer Gefecht setzen und türmt deren Körper auf, um aus dem Keller zu klettern. Die blutverschmierte Lola wandert ganz ruhig mit einem Messer die Straße entlang, wo sie Brents Freundin Holly begegnet. Holly kann Lola jedoch abwehren bis Brent im Wagen des Sheriffs auftaucht und Lola zweimal überfährt.

## Hintergründe
Der inszenierte Ball und die Szene am Tisch erinnern zu einem großen Teil an die berühmte Dinner-Szene aus Texas Chainsaw Massacre.

## Kritik
„McLeavy ist sogar noch als blutverschmierte Prom-Queen auf eine gewisse, wenn auch verquere Art niedlich. Ihre Lola bringt uns schließlich auf eine besonders plastische Weise den Text des Nazareth-Klassiker ‚Love Hurts‘ zurück ins Gedächtnis. ‚Take a lot of pain‘ heißt es da in einer Zeile. Brent wird dem nicht widersprechen wollen.“

„Sarkastische Torture-Porn-Variante, die immerhin nicht ganz ungeschickt eine Verbindung zwischen Slasherfilm und (rabenschwarzer) Teenie-Komödie sucht.“

„Lola stellt unbestreitbar eine der Top weiblichen Psychopathinnen der Filmgeschichte dar.“